# Marko Vipsanije Agripa
Marko Vipsanije Agripa (latinski Marcus Vipsanius Agrippa; 63. pr. Kr. - 12. pr. Kr.), bio je rimski državnik i vojskovođa, jedan od najznamenitijih ljudi Augustova vremena i njegov zet. Najpoznatiji je po pobjedi protiv snaga Marka Antonija i Kleopatre u pomorskoj bitci kod Akcija.
Agripa je bio iz skromnog roda. Imao je jednako godina kao i Oktavijan (budući car August) te je studirao s njim u Apoloniji kada su stigle vijesti o ubojstvu Julija Cezara (44. pr. Kr.). Po Agripinu savjetu Oktavijan je odmah krenuo u Rim. 
Agripa je odigrao istaknutu ulogu u ratu protiv Lucija Antonija i Fulvije, odnosno brata i žene Marka Antonija, koji je završio osvajanjem Peruije (40. pr. Kr.). Dvije godine kasnije ugušio je ustanak Akvitanaca u Galiji i prešao je Rajnu da kazni provale Germana. Na svojem povratku odbio je proslaviti trijumf ali je prihvatio službu konzula 37. pr. Kr.
U to je vrijeme Seksto Pompej, s kojim je rat bio neizbježan, zapovijedao mornaricom na obalama Italije. Kako bi ga pobijedio, Agripa je prvo trebao osigurati luke za svoje brodovlje. To je postigao presjekavši kopnene veze koje su odvojile Lukrinsko jezero od mora, te stvorivši vanjsku luku. Unutrašnju luku je također stvorio povezujući Avernsko jezero s Lukrinskim (Dion Kasije, xlviii. 49; Plinije, Nat. Hist. xxxvi. 24). 
Agripa je otprilike tada oženio Pomponiju, kćer Ciceronova prijatelja Tita Pomponija Atika. 
Čim je imenovan vrhovnim pomorskim zapovjednikom, započeo je s obukom svoje posade sve dok nije bio spreman suočiti se s Pompejevom mornaricom. 
36. pr. Kr. je pobijedio kod Mila i Nauloha, nakon čega je primio odlikovanje pomorskog vijenca za svoju službu. 
Kada je izabran za edila 33. pr. Kr. označio je razdoblje svoje službe stvarajući velike doprinose u gradu Rimu, obnavljajući i gradeći akvedukte, nadograđujući i čisteći Kloaku Maksimu, gradeći kupališta i trijemove te uređujući javne vrtove. Također je dao poticaj javnim izložbama umjetnina. Augustovo hvalisanje da je preuzeo grad od cigli, a ostavio ga u mramoru ("marmoream se relinquere, quam latericiam accepisset", Svetonije, Augustov život 29) zapravo s velikom ispravnošću može izreći Agripa.
Kada je izbio rat s Antonijem opet je pozvan da preuzme zapovjedništvo nad mornaricom. Pobjeda kod Akcija (31. pr. Kr.), kojom je Oktavijan postao gospodar Rima i svjetskog carstva, uglavnom je Agripina zasluga. 
Oktavijan mu je u znak zahvalnosti ponudio ruku svoje nećakinje Marcele (28. pr. Kr.). To bi značilo da je njegova prva supruga Pomponija ili umrla ili se razvela. 
Agripa je 27. pr. Kr. po treći put izabran za konzula, a iste godine je i senat dodijelio Oktavijanu carski naslov Augustus ("Preuzvišeni").
Vjerojatno u spomen bitke kod Akcija Agripa je sagradio i posvetio zgradu koja je prethodila Hadrijanovu Panteonu u Rimu. Natpis na kasnijoj zgradi sagrađenoj oko 125. po. Kr. sadrži tekst natpisa s Agripine zgrade iz vremena njegova trećega konzulovanja. 
Godine koje su slijedile nakon trećeg konzulata Agripa je proveo u Galiji reformirajući provincijalnu administraciju i porezni sustav, a uz to je sagradio učinkoviti sustav cesta i akvedukta, čiji se sjajan primjer može vidjeti blizu današnjega Nimesa.
Čini se da je Agripino prijateljstvo s Augustom bilo zamračeno zavišću njegova šurjaka Marcela, kojeg su vjerojatno podbadale intrige Livije, druge Augustove žene. Zato je Agripa napustio Rim, navodno da preuzme upravljanje nad Sirijom. To je bila neka vrsta časnoga progonstva; no, Agripa je u Siriju poslao samo legata (poslanika), a sam je ostao na grčkom otoku Lezbu. Za manje od godinu dana, nakon Marcelove smrti, August je Agripu opet pozvao u Rim.
Navodno je Mecenat savjetovao Augustu da priveže Agripu još bliže sebi tako da ga učini svojim zetom. U skladu s time August je nagovorio Agripu da se razvede od Marcele i oženi njegovom kćeri Julijom (21. pr. Kr.), Marcelovom udovicom, jednako glasovitom po ljepoti i sposobnostima kao i po razuzdanosti. 
Agripi je povjereno 19. pr. Kr. gušenje ustanka Kantabrijaca u Španjolskoj. Po drugi put je imenovan upraviteljem Sirije (17. pr. Kr.) gdje je pravednom i mudrom upravom zadobio poštovanje i naklonost stanovništva, posebice Hebreja. Također je ponovno uspostavio rimsku kontrolu nad Kimerijskim Hersonezom (današnji Krim). 
Njegova zadnja javna služba bio je početak osvajanja područja gornjega Dunava, koje će kasnije postati rimskom provincijom Panonijom (13. pr. Kr.). 
Umro je u ožujku iste godine u Kampaniji, u dobi od pedeset i jedne godine. August je u njegovu uspomenu priredio veličanstven pogreb.
Osim što je bio vojskovođa, Agripa je bio poznat kao pisac, posebice o geografiji. Pod njegovim nadzorom ostvarena je Cezarova zamisao o potpunoj izmjeri carstva. Od priručnih sredstava napravio je okruglu kartu svijeta (Orbis pictus) koju je August urezao u mramor i nakon toga je smještena u kolonade koje je izgradila njegova sestra Polla. Napisao je i autobiografiju, koja nije sačuvana. 
Agripa je imao nekoliko djece; s Pomponijom kćer Vipsaniju koja je postala prva žena cara Tiberija; s Klaudijom Marcelom kćer Vipsaniju Marcelu; s Julijom Cezaris tri sina Gaja Cezara, Lucija Cezara i Agripu Postumusa i dvije kćeri Agripinu stariju, kasnije Germanikovu ženu, i Vipsaniju Juliju, koja se udala za Lucija Emilija Paula.
Po jednoj legendi, Lovran, gradić na Kvarneru, je nastao kada je Marko Vispanije Agripa na mjestu današnjega Lovrana izgradio svoju ljetnu rezidenciju vilu rusticu. 

## Više informacija
- Genealogija Julijevsko-klaudijevske dinastije